# Tanács végrehajtó bizottságának titkára

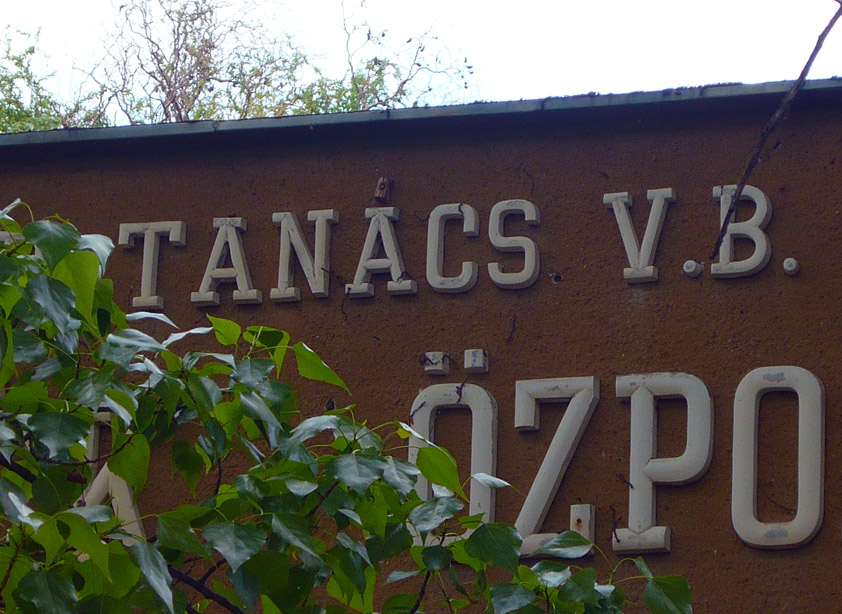

A tanács végrehajtó bizottságának titkára (röviden vb-titkár) a helyi közigazgatás, a tanácsi szervezet egyik vezető tisztségviselője volt a tanácsrendszerben 1950 és 1990 között. A tisztség a tanácsrendszer bevezetésével jött létre 1950-ben és a rendszerváltáskor, az önkormányzati rendszer bevezetésével szűnt meg 1990-ben.
A vb-titkár hivatásos államigazgatási dolgozó volt, a tanácselnök segítője a tanács tevékenységének megszervezésében. Feladata volt a szocialista törvényesség biztosítása, a hatósági tevékenység eredményességének, a hivatali munka rendjének biztosítása. Községekben a vb. titkár vezette az egységes szakigazgatási szervet, hasonlóan a mai jegyzőhöz.
A vb-titkárt 1971-ig a tanács végrehajtó bizottsága választotta saját tagjai közül a felettes tanács (a fővárosi vagy megyei vb-titkár esetében a minisztertanács) jóváhagyásával. A vb vissza is hívhatta titkárát, azonban a megválasztáshoz hasonlóan ehhez is szükséges volt a felsőbb jóváhagyás. Ebben az időszakban a vb-titkár megbízatása a végrehajtó bizottságéval azonos időre szólt, vagyis az őt megválasztó tanács megbízatásának lejártát követően megválasztott új tanácsnak az alakuló üléséig tartott. A megválasztáshoz és a visszahíváshoz az első tanácstörvény különös módon nem követelte meg magának az érintett tanácsnak a hozzájárulását, ezt csupán a második tanácstörvény írta elő 1954-től.
1971-től, a harmadik tanácstörvény hatályba lépésétől kezdődően a vb-titkár helyzete lényegesen megváltozott. Ettől kezdve a vb-titkár tisztségét államigazgatási funkciónak tekintették, ezért nem kellett feltétlenül a tanács tagjának lennie, viszont meghatározott (államigazgatási vagy jogi irányú) képesítéssel kellett rendelkeznie. Tisztségét már nem a vb általi megválasztással, hanem a tanács testülete általi kinevezéssel nyerte el, méghozzá határozatlan időre. A tanács azonban nem dönthetett szabadon a kinevezésről, mivel a vb-titkár tisztségére a felettes tanács végrehajtó bizottsága (a fővárosi vagy megyei vb-titkár esetében a minisztertanács) állított jelöltet, a tanács testületének tehát ténylegesen csak a jóváhagyás joga maradt, ami többnyire formális volt.

## Helye a tanácsi tisztségviselők között

### Képesítése
A harmadik tanácstörvény hatálybalépésétől kezdve a tanácselnököt és a tanácselnök-helyettest továbbra is választották, a végrehajtó bizottság titkára nem választott, hanem kinevezett tisztségviselő lett, akinek munkaviszonya határozatlan időre szólt. A vezetőkkel szembeni követelményeken túl egy belső határozat értelmében szakképesítési előírásoknak is meg kellett felelnie. Nevezetesen a községi és nagyközségi vb titkárnak tanácsakadémiai, egyetemi vagy főiskolai végzettséggel, valamint kétéves tanácsi gyakorlattal kellett rendelkeznie. Minden más vb. titkárnak állam- és jogtudományi egyetemi végzettséget és legalább négyéves tanácsi államigazgatási gyakorlatot kellett felmutatnia.

### Feladatai
A vb. titkár feladatai részben a tanáccsal, a tanácsi bizottságokkal és a tanácstagokkal voltak kapcsolatosak, de tevékenységének fő súlypontjai a végrehajtó bizottság és a szakigazgatási szervek felé irányult. Tartalmát tekintve főleg a törvényesség biztosítását szolgálta a tanácsi szervek munkájában.
Tennivalóinak csoportosítása:
- A tanácselnök rendelkezései szerint részt vett a tanács üléseinek (legalább 4-ét) előkészítésében és biztosította az előterjesztések, határozati javaslatok (rendeletek) előzetes törvényességi vizsgálatát. Gondoskodott a tanácsrendeletek kihirdetéséről.
- Előkészítette a végrehajtó bizottság éves munkatervét, ennek alapján a végrehajtó bizottság üléseit (legalább 12-ét). Felelős volt a végrehajtó bizottság működésével kapcsolatos ügyviteli teendők ellátásáért (például jegyzőkönyvek megírása/megíratása)
- Ellenőrizte a szakigazgatási szervek hatósági (konkrét ügyekben döntési jogkörrel) tevékenységét, és összehangolta a belső szervezetek ügyvitelét. Községekben ő volt a vezetője az egységes szakigazgatási szervnek.
- Törvényességi felügyelete Valamennyi tanácsi szerv irányában gondoskodott arról, hogy a jogszabályoknak megfelelően lássák el feladataikat. Ha a tanács, a végrehajtó bizottság, a tanácsi bizottság(ok) vagy a tanácselnök rendelkezéseinél észlelt jogszabálysértést, jelzési kötelezettsége (szignálási) volt e szervek irányában. Amennyiben valamely szakigazgatási szerv tevékenységét, (jogi aktusát) találta jogszabálysértőnek, felhívta a szerv vezetőit, hogy saját hatáskörben intézkedjék a jogszabálysértés megszüntetéséről. A felhívás eredménytelensége esetén az eljárást, a rendelkezés végrehajtását felfüggesztette. Az ügyet döntés végett a végrehajtó bizottsághoz, illetőleg hatósági ügyekben az eljárásra hatáskörrel rendelkező szervhez terjesztette.
- Az előbb felsorolt esetekbeni ellenőrzési tevékenységéről beszámolt a tanácsnak, a végrehajtó bizottságnak, illetőleg a tanácselnöknek.
- A megyei, fővárosi végrehajtó bizottságának titkári ellenőrzési tevékenysége a főváros illetve a megye egész területére kiterjedt. Elbírálta a megyei, fővárosi szakigazgatási szervek másodfokú hatósági határozati elleni panaszokat.

### A titkárság
A vb. titkár munkájának közvetlen segítését szolgálta a titkárság, amely a szakigazgatási szervekkel azonos jogállású volt, s amelynek munkáját a vb. titkár irányította. A titkárság látta el a tanács, a végrehajtó bizottság, a tisztviselők tevékenységével kapcsolatos szervezeti és ügyviteli teendőket. Ez általában a községi szervekre nem volt jellemző.

## A szakigazgatási szerv vezetése
A szakigazgatási feladatok ellátását egyik oldalról a szakszerűség, másik oldalról a (szocialista) törvényesség követelménye jellemezte. A tanács szakigazgatási szervezete az országos szintű szakigazgatási szervekhez képest kevésbé tagolt volt. A községi szinten belső, önálló egységek nélküli egységes szakigazgatási szerv működött. Vezetője a vb. titkár volt, ami a végrehajtó bizottságokban a megyei városi tanácsnak közvetlenül alárendeltségben működött. Az ágazati, politikai és helyi társadalompolitikai, szervezési feladatok során hozott döntéseket felülbírálhatta. A végrehajtó bizottság megsemmisítési és megváltoztatási jogkört gyakorolt a szakigazgatási szerv jogszabályt vagy a lakosság érdekeit sértő rendelkezéseivel szemben.
A szakigazgatási tevékenység központi irányítását a miniszter a megyei (fővárosi) vb-k útján látta el. Figyelemmel kísérte a magasabb rendű jogszabályok végrehajtását és az ágazati feladatok megvalósítását.
A szakigazgatási szerv látta el az intézményirányítási feladatokat. Részt vett a költségvetési és fejlesztési javaslatok kidolgozásában. A fővárosi és a megyei szakigazgatási szerv vezetője nevezte ki a tanácsi vállalatok és intézmények vezetőit. A járásokban az államigazgatási feladatokat a járási hivatal látta el. A megyei városokban a megyei városi tanács kerületi hivatalt vagy hivatalokat létesíthetett az elsőfokú ügyek ellátására.
A szakigazgatási szervezet tagozódásának irányelveit és érdekeit a miniszterekkel egyetértésben az MT TH elnöke állapította meg. Az osztályok, csoportok, önálló előadók hatásköri jegyzékét a minisztériumok állították össze.
A szakigazgatási szervek jogszabályokban biztosított hatósági jogkörüket önállóan gyakorolták, s ebben a körben nem voltak utasíthatók. Az érdekeltek az elsőfokú döntés ellen 15 napon belül fellebbezhettek.
Az állampolgárokhoz közelebb vitt igazgatási munka megvalósítására szakigazgatási kirendeltségeket is létesíthetett.
A közös tanácsok szervezése és a nagyközségi forma lehetővé tette az elsőfokú hatósági ügyintézés széles körű decentralizációját. A gazdasági hatáskörökkel együtt a leadott igazgatási feladatok is növelték a lakosság igényeinek kielégítésében a helyi tanácsok szerepét.

## Törvényességi ellenőrzési jogköre
Az első tanácstörvényben a vb. titkár feladatairól, hatásköreiről igen szűkszavú rendelkezések szerepeltek. A második tanácstörvény a vb. titkár jogállását jelentősen megváltoztatta, lényegében elnökhelyettesi szintre került, s közreműködőjévé vált a vb. elnöki feladatok realizálásának. A feladatok közül ki kell emelni, hogy … többek között a szakigazgatási szervek munkájának irányítása, ellenőrzése és összehangolása, részben az elnökhelyettes (elnökhelyettesek) és a titkár útján … valósult meg.
A harmadik tanácstörvény a vb. titkár számára újabb jelentős pozíció változást, feladat-, valamint hatáskör módosulást eredményezett. A tanácselnök „államigazgatási helyetteseként” az apparátus (a szakigazgatási szervezet) törvényes működéséének felelősségeként fogalmazódott meg. A törvényesség biztosítása a törvényességi felügyelet folyamatosságát tételezte fel, nem pedig a ciklikus működést.
A törvény megfogalmazása szerint a vb. titkár törvényességi ellenőrző feladata kiterjedt a tanácsi szervekre, felelősséggel tartozott a tanácsi szervek jogszerű működéséért. A jogszabálysértés megszüntetése érdekében intézkedett illetve intézkedést kezdeményezett. Az általános törvényi tétel mellett ugyancsak általános, de szervi és működési szempontokból konkretizáltan, a vb. titkár ellenőrizte a szakigazgatási szervezet hatósági tevékenységét.